# Énergie au Tchad
Le secteur de l'énergie au Tchad est dominé par la production de pétrole, presque entièrement exportée, de ce pays enclavé du Sahel.

## Secteur pétrolier et gazier

Principaux grabens d'Afrique centrale. Le bassin de Doba est au centre, sur la faille

Le Tchad est doté de réserves de pétrole que BP estime à 1,5 milliard de barils en 2015. Pour l'essentiel, ces réserves se situent dans le bassin de Doba, à la pointe sud du pays.
L'exploration dans le pays a été initiée après la signature d'une concession à la compagnie pétrolière Conoco en 1969 et a donné de premières découvertes modestes (au nord du lac Tchad) dans les années suivantes. Cependant, l'enclavement du pays et l'enlisement de la guerre civile empêchent pendant longtemps tout développement des réserves. L'intérêt renaît après 1990, et les réserves plus importantes du bassin de Doba sont découvertes.
À la fin de la décennie, le développement de ces réserves a donné lieu à un important projet, le pays étant enclavé : un oléoduc a été construit jusqu'au port Camerounais de Kribi, où un terminal d'exportation a été mis en place. Les partenaires du projet sont initialement Exxon (40 %), Pétronas (35 %) et Chevron (25 %). La production de pétrole a commencé en 2003 à partir des trois principaux gisements du bassin de Doba : Bolobo, Kome et Miandoun.
La production a culminé à 173 000 barils par jour dès 2005, bien en dessous de la capacité du pipeline (225000) et est tombée à 78 000 barils par jour en 2016, malgré la mise en service de quelques petits gisements supplémentaires au cours des années.
Ce projet pétrolier se voulait un modèle en termes de transparence et de responsabilité sociale et environnementale. Cet engagement s'est traduit notamment par la publication régulière de données exhaustive sur le projet (production, opérations sur le terrain, aspects financiers, etc.) et l'allocation d'une grande partie des revenus pétroliers à l'action sociale. Cependant, des problèmes et des critiques sont apparus rapidement. Dès l'an 2000, la FIDH dénonce les conditions financière (montant des redevances et des taxes) comme étant trop favorables aux compagnies pétrolières, la part du prix du pétrole revenant à l'état étant bien plus faible qu'au Nigéria par exemple.

## Secteur aval

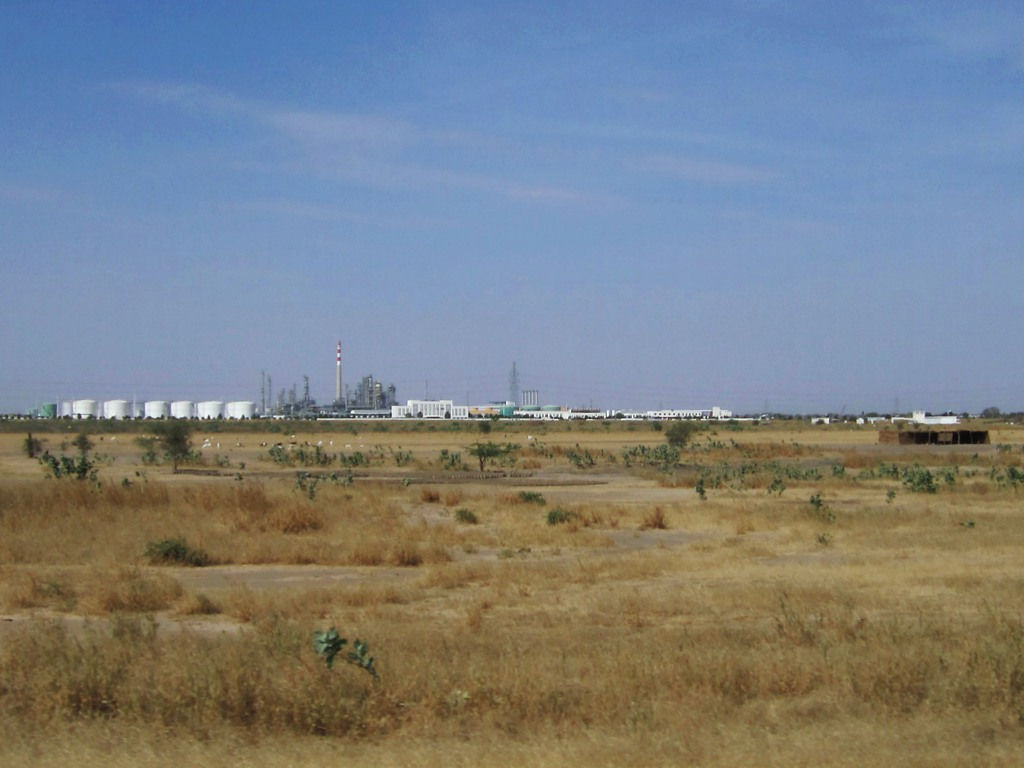
Raffinerie de Djermaya

Une raffinerie de pétrole se trouve à Djermaya, au nord de la capitale. Cette raffinerie petite (20 000 b/j de capacité) mais moderne a été construite par la société chinoise CNPC et fonctionne depuis 2011. Elle permet au Tchad de produire ses propres carburants, au lieu de devoir les importer de pays voisins à grands frais (par voie terrestre). La raffinerie est alimentée par deux petits gisements exploités par CNPC, non connectés aux gisements de Doba exploités pour l'export

## Secteur électrique
Le secteur électrique tchadien est en souffrance : seulement 8.83% de la population a accès à l'électricité en 2016. La société tchadienne d'eau et d'électricité parvient à peine à assurer la moitié des besoins de la capitale.
Le pays possède deux centrales électriques. Le consortium pétrolier de Doba a construit une centrale thermique moderne d'une capacité de 120 MW à Kome. Néanmoins elle est exclusivement destinée à alimenter les opérations pétrolières. L'autre est située à N'Djamena et a été construite par la Société Tchadienne d'Eau et d'Electricite (STEE).
L'énergie solaire fait l'objet de projets de développement, la ressource solaire du pays était très bonne. Un projet photovoltaïque de 32 MW a été lancé en 2017 avec un financement de la Banque africaine de développement.

## Biomasse traditionnelle
La biomasse traditionnelle reste la principale source d'énergie de la majorité de la population.